# 布祖盧克區

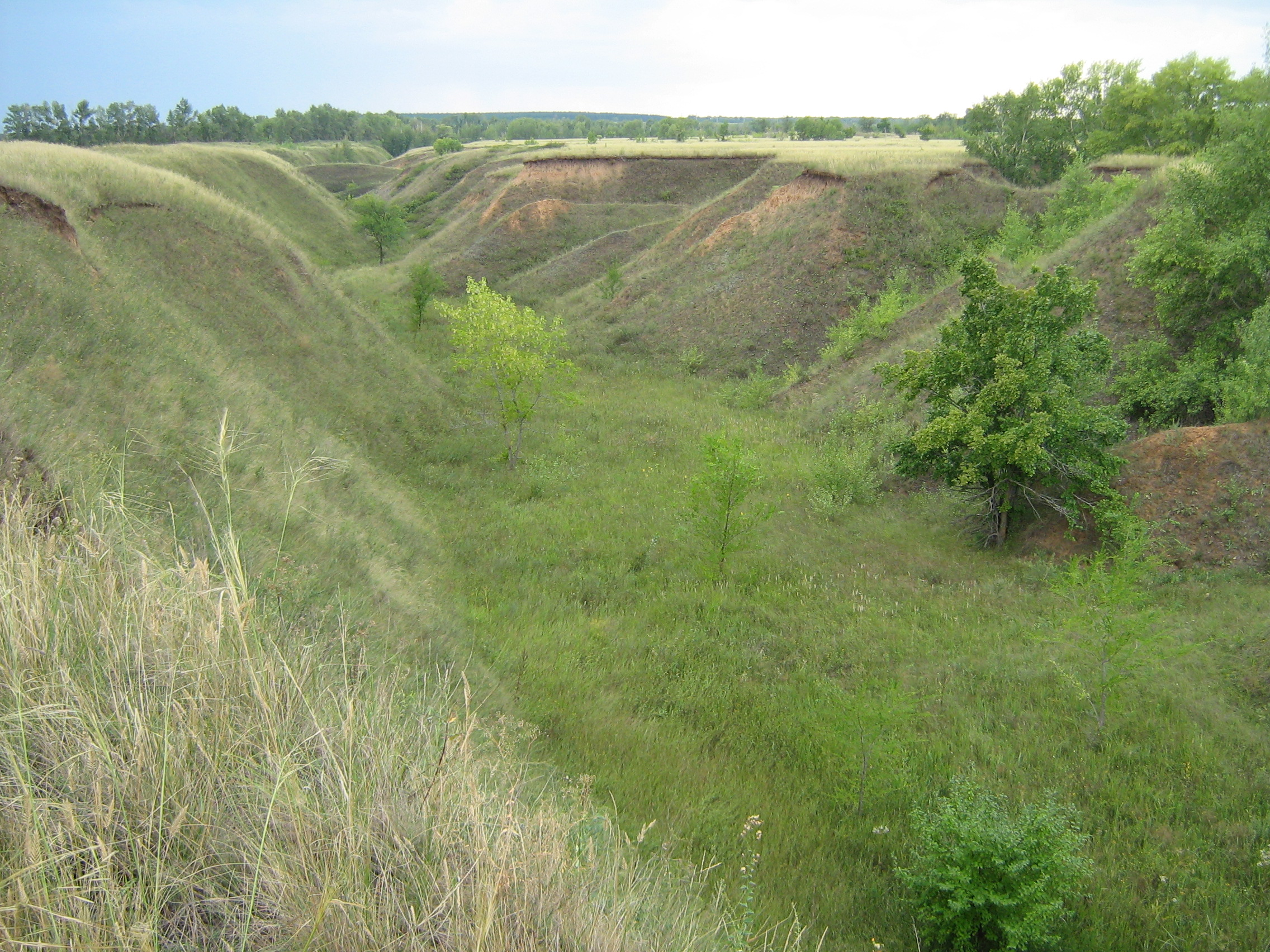

52°47′N 52°15′E / 52.783°N 52.250°E
布祖盧克區（俄语：Бузулукский район），是俄羅斯的一個區，位於該國西南部，由奧倫堡州負責管轄，面積3,800平方公里，2010年人口31,071，人口密度每平方公里8.18人。